# Грассл, Джон Фредерик
Джон Фредерик Грассл (John Frederick Grassle; 14 июля 1939 — 6 июля 2018) — американский морской эколог, занимавшийся исследованиями экологии и биоразнообразия глубоководных животных.
Эмерит-профессор Ратгерского университета, директор-основатель его Institute of Marine and Coastal Sciences (1989—2008).
Удостоен медали Бенджамина Франклина Института Франклина (2009), 29-й лауреат премии Японии (2013).

## Биография
Окончил Йельский университет (бакалавр зоологии, 1961). Степень доктора философии получил в 1967 году в Университете Дьюка. В 1967—1969 гг. постдок в Квинслендском университете (Австралия) по гранту правительства США. В 1972 году инструктор в Marine Biological Laboratory.
В 1969—1996 годах научный сотрудник Океанографического института в Вудс-Хоуле (Woods Hole Oceanographic Institution): первые годы ассистент-, с 1974 года — ассоциированный, в 1978—1989 годах — старший, после — адъюнкт-.
В 1989—2012 годах профессор Ратгерского университета, ныне эмерит, до 2008 года также директор-основатель его Institute of Marine and Coastal Sciences.
Фелло Американской ассоциации содействия развитию науки, Клуба первооткрывателей, Лондонского Линнеевского общества.
В его честь названы 12 видов (grasslei) и два рода (Grasslea) морских животных.
Автор работ в Science, American Naturalist и др.
Награды:
- Grand Prix des Sciences de la Mer Albert Ier de Monaco (2005)
- National Water Quality Monitoring Council’s Vision Award (2008)
- Медаль Бенджамина Франклина Института Франклина (2009)
- A.C. Redfield Lifetime Achievement Award, American Society of Limnology and Oceanography[англ.] (2011)
- International Cosmos Prize — в составе Научного управляющего комитета проекта Перепись населения океана (2011)
- Премия Японии в области биологии (2013)[2]